# 唐桟

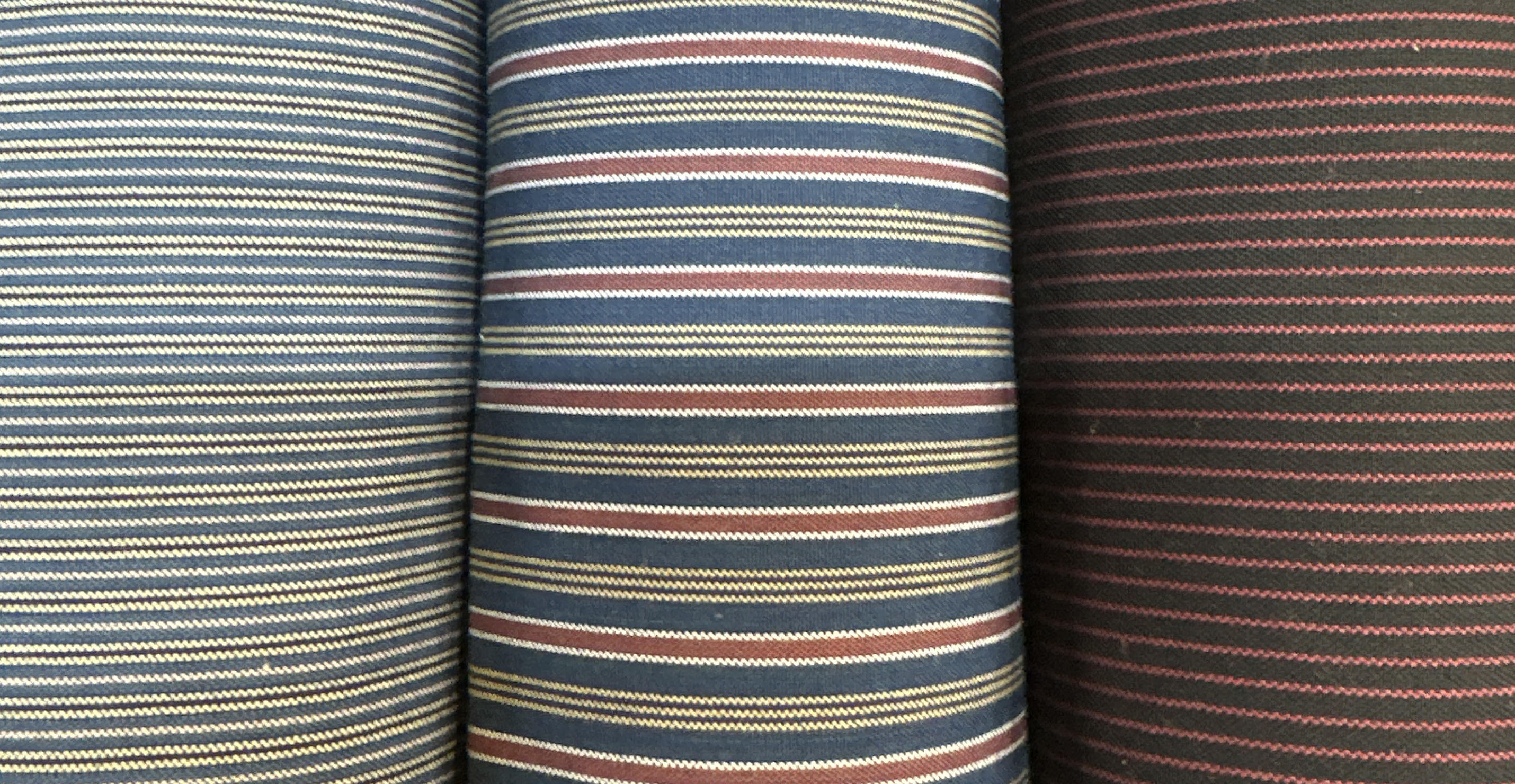
現代の川越唐桟の反物

唐桟（とうざん、とうさん）は、綿織物の一種。細手の綿糸を用いた平織で、細かな縦縞模様が特徴の一つとされる。
もともと「唐桟」という語は、江戸時代に桟留縞（さんとめじま）と呼ばれる綿織物のうち輸入品を特に区別して用いられたもので、「唐桟留」を略したものである。のちにはこれに倣って日本国内で生産された上質品も「唐桟」と称するようになった。こうした経緯により、現代では「唐桟」は「桟留縞」の別称となっている。本項では、「桟留縞」やそれに類する名で呼ばれた織物も含めて解説する。

## 桟留縞

### インド・サントメからの綿織物輸入
「桟留縞」は綿織物の呼称で、「桟留嶋（島）」とも表記される。
中世の日本には、東南アジア・南アジア方面から様々な布がもたらされた。南方から渡来した物品は「島もの」「島わたり」と呼ばれ、布は「嶋織物」という呼称で呼ばれた（のちに「縞織物」という表記も現れるが、「縞」はもともと絹織物を示す漢字であった）。江戸時代初期の貿易制限（いわゆる「鎖国」）以後、南方の織物は、オランダ東インド会社の船や中国船によってもたらされることになる。
これらの「嶋織物」は、生産地や積み出し港の地名で呼ばれた。たとえば、ジャワ島産とされる咬𠺕吧、セイロン島産とされる錫蘭、ベンガル地方産とされる弁柄などがあり、桟留も「サントメ」と呼ばれたインド南東部のコロマンデル海岸（主要な積出港としてチェンナイがある）に由来する。
なお、線条文（ストライプ）を指す「しま（縞）」という日本語語彙は、「島わたり」の布（嶋織物）に特徴的な文様（「嶋模様」「嶋柄」）であったことから生じている。それ以前の日本では、線条文は「すじ（筋）」などと呼ばれていた。日本においては中世末期（桃山時代）から、縞模様の繊細な味わいを鑑賞する美意識が広がったようである。布を織る上で、織り始めからの色糸の準備が必要な縦縞は、作業中に任意に色糸を投入することでも可能な横縞に比べて高度な技法であり、江戸時代初期までは日本の織物の「縞模様」は大柄の横縞が多かったようである。

### 桟留縞の国産化と「唐桟留」
江戸時代に入ると、縞柄の綿織物（縞木綿）が日本国内でも生産されるようになる。元和年間には伊勢松坂で縞木綿（松阪木綿）が生産されるようになった。
享保年間には京都の西陣において、輸入品の桟留縞を模した織物（京桟留）を生産する技術が確立された。また、各地でも同様の織物が作られるようになった。尾西地方の尾州縞、西濃地方の美濃縞、武蔵国青梅の青梅縞（青梅桟留）などである。
なお、国内産の縞木綿にもさまざまなバリエーションがあったが、産地によっては縞木綿を総称して「桟留縞」と呼ぶ場合もあった。たとえば京都の菅大臣神社付近の織物職人が生産した縞織物「菅大臣縞」（転訛して「寛大寺縞」や「勘大寺縞」などとも表記される）は、各地に技法が伝播したが、「桟留縞の一種」と説明されることもある。
これら日本国内産の桟留縞は「和ざんとめ（和桟留）」と呼ばれた。これに対して、舶載品を指す「唐桟留」という語が生じ、これが略されて「唐桟」と呼ばれた。舶載品と国産品の間には品質に大きな差異があったこともあり、舶載品の「唐桟」が珍重された。

### 桟留縞の受容と流行
桟留縞（唐桟）は、細手の綿糸を用いた平織の綿織物であり、滑らかな地合いと光沢を有する。唐桟は高級品であり、通人向きのものと見なされた。羽織や着物地として用いられた。
唐桟は高価であり、舶載するさいには同じ唐桟でも粗製なものに包んで来る習慣だった。ところがその粗製な方が面白がられて珍重されたという話もある。

#### 柄のバリエーション
「唐桟は、紺地に赤や浅黄色（浅葱色）の縦縞模様を織り出した綿織物である」といった、縞柄の色彩に重点を置く説明もあるが、「唐桟縞」と呼ばれた織物の柄はそれに限らない（本項「関連リンク」の東京国立博物館所蔵品写真も参照）。ただし、「唐桟織独特」と見なされる文様を「唐桟柄」と呼ぶ認識は生じた。
紺色に赤三筋の柄の唐桟縞を「奥縞（奥島）」と呼ぶ、あるいは「奥島」とは唐桟縞の異名であるという。江戸時代後期成立の『守貞謾稿』によれば、将軍が大奥で唐桟を袴地にして用いたことに由来するというが、大奥が整備される寛永年間には既に「奥島（奥縞）」の語が定着していたことから俗説であり、実際には遠く離れた土地の意の「奥」に由来するという。

## 近代の「唐桟」
幕末の安政6年（1859年）、横浜が開港すると欧米からの織物の輸入が増大した。アメリカ人が輸入にたずさわった唐桟の意で「亜米唐」という呼称もあったという。欧米から多様な織物が輸入されることにより、日本の織物業には大きな刺激と変革がもたらされた。

### 川越唐桟

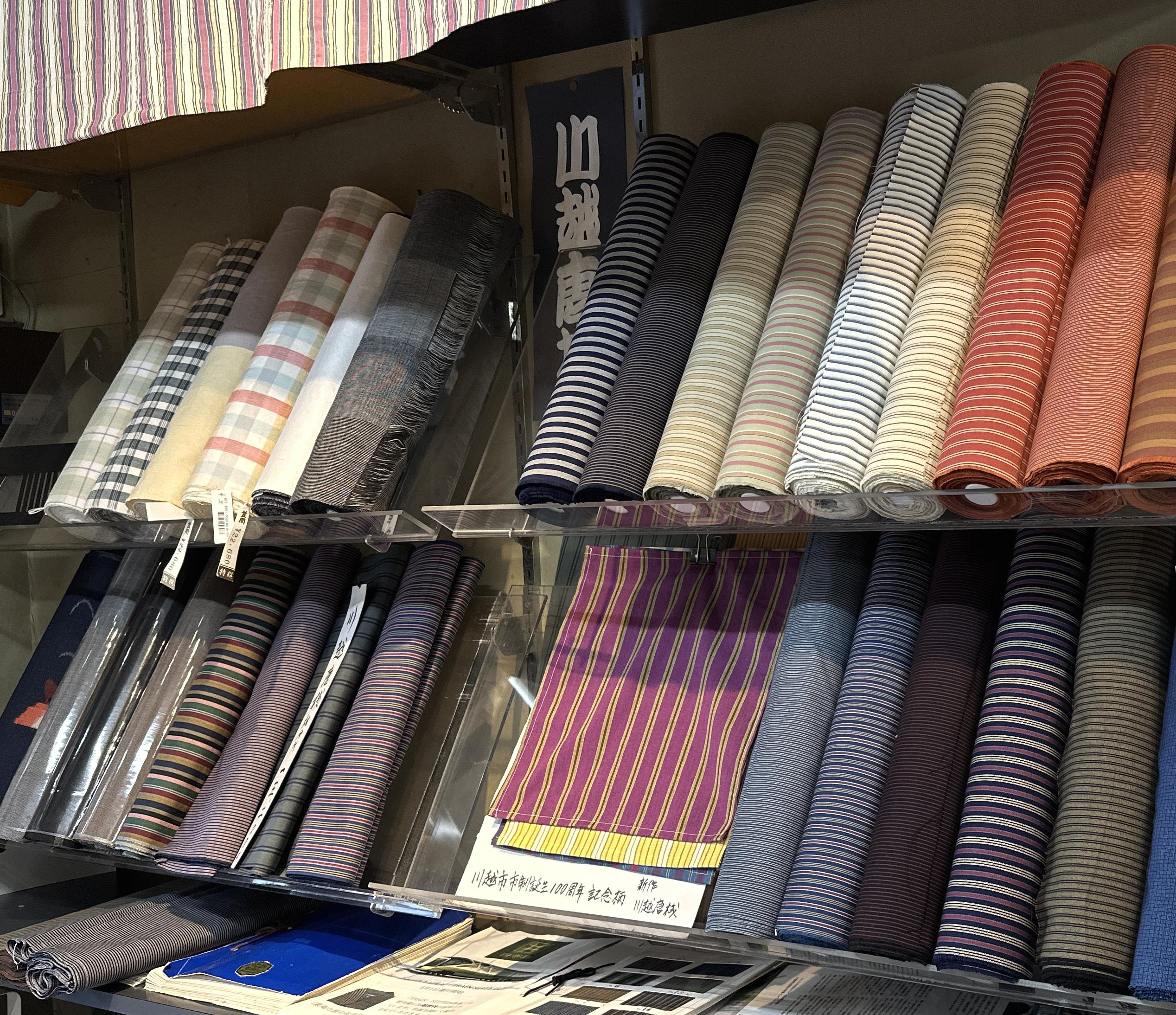
現代の川越唐桟の反物の陳列

江戸時代幕末期より、武蔵国入間郡の川越地方（現在の埼玉県川越市周辺）では川唐（川越唐桟）が生産されるようになった。
これは、文久元年（1861年）に川越の機業家・中島久平が横浜より洋糸を購入し、中村徳兵治・山田紋右衛門らによって生産に成功したものである。川越唐桟はよく知られるようになったが、昭和初年に一旦途絶した。その後、昭和後期に復活が図られた。

### 房州唐桟
明治時代より千葉県安房地方では唐桟が生産されており、「房州唐桟」や「館山唐桟」などの名で呼ばれる。
明治初年、斉藤茂助は東京蔵前の授産所で川越唐桟の職人から技術を伝えられて工房を開いた。その後、1890年（明治23年）に茂助は館山に移住して工房も移し、館山での唐桟生産が始まった。技術を受け継いだ2代目の斉藤豊吉は、民藝運動の柳宗悦に認められ、「館山の唐桟織」も広く知られるようになった。以後、斉藤家による技術伝承が行われており、「唐桟織」として千葉県無形文化財に指定されている。